# Distrito de Pucará (Huancayo)
El distrito de Pucará es uno de los 28 que conforman la Provincia de Huancayo, ubicada en el Departamento de Junín, bajo la administración del Gobierno Regional de Junín, Perú.  Limita por el norte y por el oeste con el Distrito de Sapallanga.
Desde el punto de vista jerárquico de la Iglesia católica forma parte de la Arquidiócesis de Huancayo.
Es la ciudad natal de Flor Pucarina, siendo su hija ilustre, actualmente su casa natal es un museo, y en la plaza principal hay monumento en honor a ella.

## Historia

### Primeros habitantes
La presencia humana en Pucará es antiquísima, los innumerables abrigos rocosos fueron ideales para el refugio y pernotación de sus primeros habitantes, quienes estuvieron de paso rumbo hacia el actual territorio huancavelicano en busca de alimentos (pobladores nómadas), tal como afirma el antropológo Arturo Mallma, quien sostiene un poblamiento de norte a sur. Las evidencias sugieren que no solo las cuevas eran refugios humanos sino también para los diversos camélidos sudamericanos, tal como podemos hallar dichas evidencias en el paraje denominado  "llama machay". Tiempo después cuando el hombre se vuelve sedentario, no dudamos que el actual territorio pucarino fuera poblada debido a la bondad y variedad de sus pisos ecológicos y la infinidad de recursos con los que posee. 

### Presencia  Chavín (1200 a.C. - 100 a.C.)
Los abundantes fragmentos de cerámica de estilo Chavín en Ataura, Sincos y Chongos Bajo, específicamente cerca a fuentes de agua,sugiere que Pucará en aquellas épocas, fue un centro ceremonial y de culto Chavín o con influencia Chavín, por contar distintas fuentes de agua una muy cercana a otra, pues se han hallado pequeños fragmentos de aparente estilo Chavín en los manantiales de Pucará, lamentablemente la falta de inversión para corroborar la presencia o influencia Chavín imposibilita esa deducción.

### Influencia Wari (600 a.C. - 1100 d. C)
El afán expansionista de los Wari es un hecho innegable y demostrado por la arqueología. La presencia wari en Pucará es muy evidente, desde los abundantes fragmentos de cerámica de estilo Wari hallados en el mismo centro urbano como en las inmediaciones de Pucará, hasta diversas evidencias toponimicas y lingüísticas. Los estudios sugieren que el nombre "Pucará" de origen aimara, fue asignada desde ese entonces tras la ocupación Wari en Pucará, otra evidencia toponimica de las innumerables que hay es el término "waripuquio" (manantial de los Waris), fuente de agua inmortalizada en una de las canciones de nuestra gran Flor Pucarina.

### Intermedio Tardío  (1200 a.C. - 1460 d.C.)
Los distintos estudios realizados por grandes arqueólogos sugieren que los wancas pasaron de ser un pueblo pacífico a uno bélico en busca de expansión territorial, el ayllu wanca de Pucará también emprendió su expansión por el sur y este del actual territorio, diversos centros poblados pertenecientes a los actuales distritos de Pazos y Huaribamba conservan toponimias y estas se constituyen en evidencias de la expansión wanca - pucarina, así podemos hallar diversos centros poblados homónimos en los distritos ya mencionados. 

### Horizonte Tardío (1 440 d.C. - 1532)
Luego de la expansión territorial del ayllu wanca - Pucará, empieza un periodo de contracción territorial, el imperio inca se expandía a una velocidad sorprendente con dirección al norte. Los vínculos sanguíneos sugieren que los antiguos pucarinos se sometieron pacíficamente a diferencia de los demás ayllus del norte (Jauja), Los sureños se establecieron en Pucará, pues evidentemente era un punto estratégico de ingreso al valle del Mantaro y desde este punto se emprendió la conquista del antiguo valle del Wanca mayu (Mantaro). Para el provisionaminento de las tropas cusqueñas, Tupac Yupanqui ordenó la construcción del 150 collcas  (almacenes de alimentos y provisiones) en las alturas de Pucará  (Ullacoto), según Waldemar Espinoza, las collcas de Pucará son las extensas que hay en valle del Mantaro, después de una similar que se encuentra en Jauja. 
Tras iniciar la construcción de la gigantesca red de caminos inca (Qhapaq Ñam) los arquitectos incas forzaron el trazo de la importante red vial por Pucará, cuando lo más factible, viable y menos costoso era diseñarla por el actual distrito de Cullhuas - Huacrapuquio - Huayucachi. Ello evidencia la gran importancia que tuvo Pucará. Gracias a la colaboración de los antiguos pucarinos en la derrota de los wancas del norte (Jauja) y a la expansión del territorio inca, los cusqueños crean Llacsapallanca  (flamante provincia inca en el valle del Mantaro), cabe  recalcar que el nombre de dicha provincia no se debe al actual Sapallanga. Existen mapas elaborada por los primeros españoles, como la que elaboró la arquidiócesis de Lima en 1546 (exhibía en un lienzo en la parroquia de Sicaya), se puede apreciar que el actual Sapallanga aparece como "Zapallanga" cuando debería de aparecer como Llacsapallanca, pues en tan corto tiempo (80 años aprox.) no podría variar tan significativamente su nombre, por lo tanto todo hace suponer que el nombre de Llacsapallanca era genérica a toda la zona sur y no específicamente a un solo punto.
El distrito fue creado mediante Ley del 6 de diciembre de 1918, en el gobierno del Presidente Augusto B. Leguía

## Geografía
Abarca una superficie de 110,49 km².

## Capital
La capital del distrito, es el poblado del mismo nombre, ubicada en a una altitud de 3374 m s. n. m. Según el censo (2017) cuenta con una población total de 2220 habitantes. El centro poblado de Pucará está constituida por los siguientes barrios:
1. Barrio progreso
2. Barrio veintiocho de julio
3. Barrio Mariscal Cáceres
4. Barrio San Pedro
5. Barrio San Lorenzo
6. Barrio La Breña
7. Barrio Cėsar Vallejo

## Autoridades

### Municipales
- 2019-2022 : ALCALDE.- Roberth Anderson Torres Melgar

```
  ** REGIDORES: Raul Huacaychuco Antonio 
                Nelida Huanca Ureta
                Kelly Huaraca de la Cruz 
                Carlos Canto Villegas
                Pedro Romero Remon
```

- 2015-2018[2]
  - Alcalde: Jorge Sócrates Camborda Huacaychuco, Movimiento Juntos por Junín (JxJ).
  - Regidores: Ricardo Paucarchuco Muzurrieta (JxJ), Jesús Felimón Escalante Huacaychuco (JxJ), Toledo Ponce Gutiérrez (JxJ), Ada Liliana Cenzano Romero (JxJ), Vladimiro Orlando Laurente Jesús (Partido Humanista).
- 2011-2014[3]
  - Alcalde: Venancio Santiago Navarro Rodríguez, Movimiento Político Regional Perú Libre (PL).
  - Regidores: Domitila Mercedes Huacaychuco Bravo (PL), Grover Guerra Uceda (PL), Primitivo Ramos Paucarchuco (PL), Rubén Flores Vila (PL), Máximo Dagoberto Laurente Orellana (Fuerza Constructora).
- 2002-2010
  - Alcalde: Jorge Sócrates Camborda Huacaychuco.
- 1995 - 2002
  - Alcalce: Daniel Pedro Díaz Erquinio.
- 1990 - 1995
  - Alcalde: Eloy Ureta Canchari.

### Policiales
- Comisaría 
  - Comisario: Sgto. PNP

### Religiosas
- Arquidiócesis de Huancayo[4]
  - Arzobispo: Mons. Pedro Barrego Jimeno, SJ.
- Parroquia San Lorenzo[5]
  - Párroco:
  - Responsable: R. H. María Sofía Witek, OSU.
  - Catequesis Confirmación: R.H. María Albaneide Alves.

## Festividades
- El distrito de Pucará-Huancayo-Junin, es considerado y reconocido a nivel nacional como CUNA Y ORIGEN del HUAYLASH HUANCA; esto en honor a los sembríos de la papa, que para entonces se encuentran con las flores resplandecientes y que luego serán ampulosos y colgarán orgullosos entre sus ramas. Es en ese trance, es donde se forja los inicios del HUAYLASH MODERNO. Actualmente, se han hecho de conocimiento público las RUEDAS DEL HUAYLASH, ubicados en las partes altas del distrito de Pucará, lugar en donde los comuneros del distrito y aledaños, solían celebrar jocosamente el TACANACUY SANGRIENTO, con el afán de ganarse la atención de la chica más hermosa de la zona.

- Otra manifestación cultural de este distrito es el "AKSHU TATAY" (recultivo de papa), festividad de origen agrario y practicado de forma ancestral inicialmente en las partes altas del distrito de Pucará, zona benigna para el cultivo del mencionado tubérculo (papa nativa), sin embargo por la década de los años 60' del siglo pasado, una istitucion gubernamental denominada SIPA  (Servicio de Investigación y Promoción Agraria) inició un proyecto experimental del cultivo de la papa "mejorada" en la parte baja del distrito de Pucará, exactamente en las tierras comunales "Luichus pampa" (sector oeste), límite con Sapallanga. Es así como el akshu tatay empieza a ser ejecuta por primera vez en la parte baja del distrito pucarino, con el transcurso del tiempo algunos Sapallanguinos empiezan a adoptar está expresión folclórica genuina de Pucará, no por casualidad hasta la actualidad el distrito de Sapallanga recrea el akshu tatay en un lugar denominado "Pampa San Isidro", paraje muy cercana a las tierras comunales de Pucará,que como tal ya dijimos se práctico por primera vez el akshu tatay. Lamentablemente por descuido y dejadez de las autoridades locales, hoy en día Sapallanga ha sacado ventaja a Pucará en la difusión masiva de esta hermosa festividad.